# Щедрик чорногорлий
Ще́дрик чорногорлий (Crithagra atrogularis) — вид горобцеподібних птахів родини в'юркових (Fringillidae). Мешкає в Центральній і Південній Африці.

## Опис
Довжина птаха становить 10,5-12 см, вага 8-14 г. Забарвлення переважно білувато-сіре, поцятковане чорними смужками. Надхвістя жовте, щеки і гузка білуваті, на горлі і верхній частині грудей чорна пляма. Крила і хвіст чорнуваті, пера мають білуваті края. Дзьоб чорнуватий, лапи тілесного кольору, очі темно-карі.

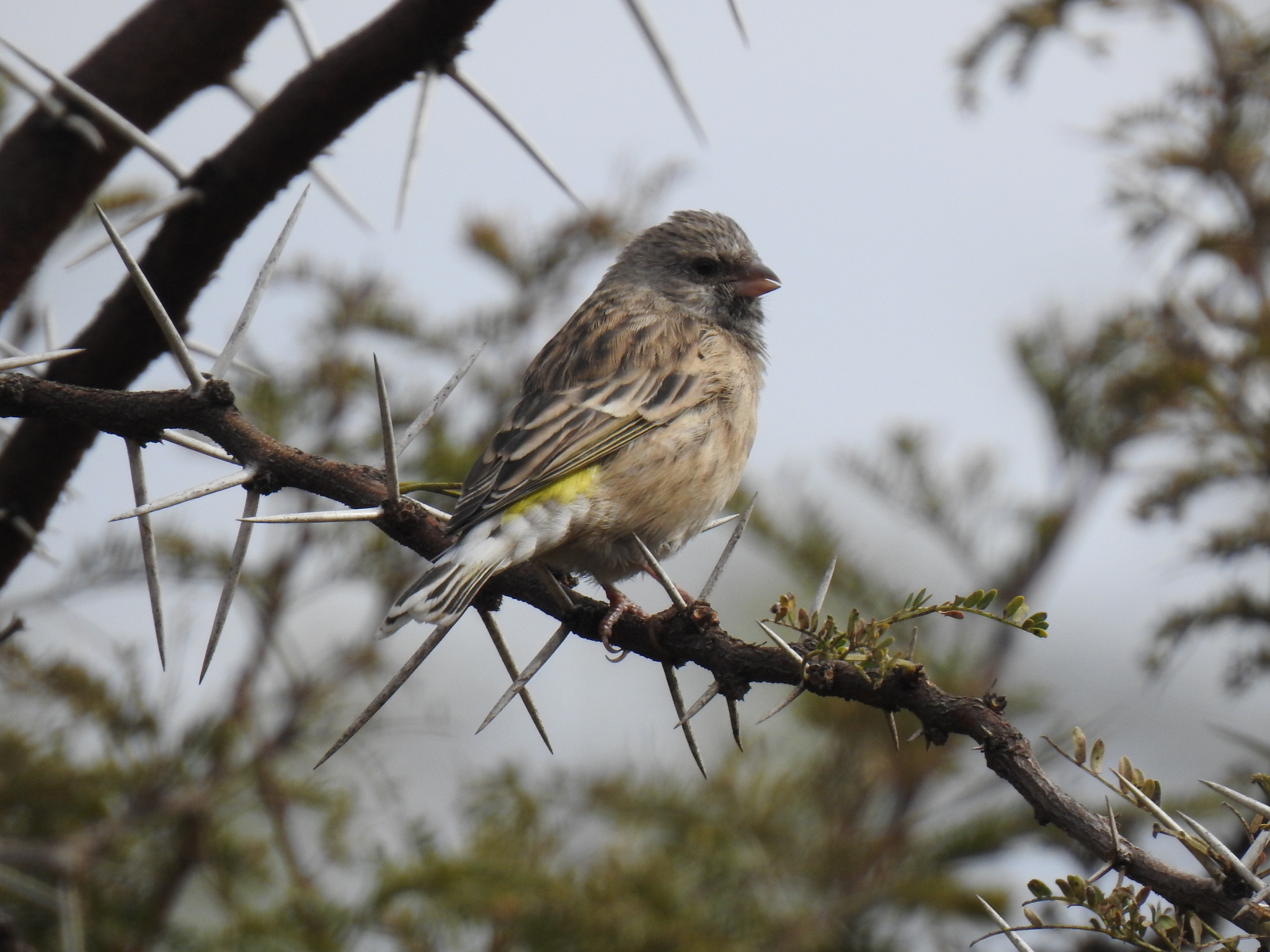
Чорногорлий щедрик

## Підвиди
Виділяють шість підвидів:
- C. a. somereni (Hartert, E, 1912) — північний схід ДР Конго, Уганда, Західна Кенія і північно-західна Танзанія;
- C. a. lwenarum (White, CMN, 1944) — від Габону і Республіки Конго до південно-західної Танзанії, центральної Замбії і центральної Анголи;
- C. a. atrogularis (Smith, A, 1836) — південно-східна Ботсвана, Зімбабве і північ ПАР;
- C. a. impigra (Clancey, 1959) — центр ПАР і Лесото;
- C. a. semideserti (Roberts, 1932) — від південної Анголи і північно-східної Намібії до західного Зімбабве;
- C. a. deserti (Reichenow, 1918) — від південно-західної Анголи до заходу ПАР.

## Поширення і екологія
Чорногорлі щедрики мешкають в Габоні, Республіці Конго, Демократичній Республіці Конго, Уганді, Руанді, Бурунді, Кенії, Танзанії, Замбії, Анголі, Намібії, Ботсвані, Зімбабве, Південно-Африканській Республіці і Лесото. Вони живуть в рідколіссях, саванах і чагарникових заростях, на полях, пасовищах і садах. Зустрічаються парами або невеликими зграйками до 15 птахів, іноді утворюють зграї до 60 птахів. Живляться насінням, бруньками, пагонами. плодами і комахами. Розмножуються протягом всього року з піком в червні-вересні. Гніздо чашоподібне, в кладці від 3 до 6 яєць, інкубаційний період триває 12-13 днів, пташенята покидають гніздо через 15-17 днів.